# Heinz Hundeshagen
Heinz Hundeshagen (* 6. März 1928 in Langensalza; † 30. Oktober 2017) war ein deutscher Nuklearmediziner und emeritierter Professor an der Medizinischen Hochschule Hannover.

## Leben
Nachdem Hundeshagen noch 1944 eingezogen worden war, holte er 1947 sein Abitur nach und absolvierte 1948/49 eine Tischlerlehre, die er mit der Gesellenprüfung abschloss. Von 1950 bis 1956 studierte er dann an der Universität Marburg Theologie, Physik, Mathematik und ab 1952 Medizin. 1957 wurde er mit dem Thema „Tierexperimentelle Studien über den Stoffwechsel von Yttrium-90“ bei Emil Heinz Graul promoviert. 1960 habilitierte er an der Marburger Universität, im folgenden Jahr erhielt er bereits die Venia legendi in Strahlenbiologie. 
1963 wurde er Oberarzt der Strahlenklinik Marburg. 1965 ging er nach Hannover und war dort am Aufbau einer Forschungsabteilung und der Klinik für Nuklearmedizin und spezielle Biophysik an der Medizinischen Hochschule Hannover beteiligt, deren Direktor er später wurde. 1968 ernannte man ihn zum ordentlichen Professor. Ab 1971 war er mehrfach Rektor der Medizinischen Hochschule Hannover (1971 bis 1973, 1975 bis 1977, 1979 bis 1985 und 1989 bis 1993). 1997 wurde er emeritiert.
Hundeshagen war Gründer und erster Editor-in-Chief des European Journals of Nuclear Medicine.

## Forschungsschwerpunkte
Zu den Schwerpunkten von Hundeshagens wissenschaftlicher Arbeit gehörte die Herz-Kreislauf-Diagnostik, die Pankreas-Szintigrafie, sowie Vergleich und Fusion verschiedener Bildgebungsverfahren, insbesondere PET und MRT.

## Ehrenamtliche Tätigkeiten
- 1968: Präsident der neu gegründeten Deutschen Akademie für Nuklearmedizin
- 1970: Präsident der Internationalen Gesellschaft für Nuklearmedizin
- 1978: Präsident der Deutschen Gesellschaft für Nuklearmedizin
- 1986: Präsident des Deutschen Röntgenkongresses

## Schriften

### Autor
- mit Emil Graul: Autoradiographie als methodisches Hilfsmittel in der medizinischen Forschung. Gersbach, Braunschweig 1957
- Radiokardiographie : Grundlagen und Entwicklung einer Methode. Hüthig, Heidelberg 1970
- mit Ulrich Zeidler, Sybille Kottke: Hirnszintigraphie : Technik und Klinik. Springer, Berlin/Heidelberg/New York 1972, ISBN 978-3-540-05839-7

### Herausgeber
- Radiologie. Springer, Berlin/Heidelberg/New York 1978
- Emissions-Computertomographie : mit kurzlebigen zyklotron-produzierten Radiopharmaka. Springer, Berlin/Heidelberg/New York 1988, ISBN 3-540-18018-4
- Nuklearmedizin. 2 Bände, Springer, Berlin/Heidelberg/New York/London/Paris/Tokyo

## Ehrungen und Auszeichnungen
- 1980: Hevesy-Gedächtnismedaille
- 1980: Goldene Ehrenmedaille, Bordeaux
- 1981: Niedersachsenpreis für Wissenschaft
- 1982: György-Hevesy-Medaille, Ungarn
- 1985: Ehrendoktorwürde der Universität Bordeaux
- 1985: Ehrenplakette Ärztekammer Niedersachsen
- 1985: Ehrenmitglied der Deutschen Gesellschaft für Nuklearmedizin
- 1987: Georg-de-Hevesy-Rudolf-Schönheimer-Medaille
- 1991: Hermann-Rieder Medaille
- 1996: Ehrenmedaille der medizinischen Fakultät Innsbruck
- 2005: Ehrenmitglied der GNS